# David Provost
Pour les articles homonymes, voir Provost.
David Provost (aussi David Provoost) fut le maire de New York de 1699 à 1700. David Provost est né à Ulster, vers 1672, fils de Benjamin Provost, un bourgeois hollandais de Nouvelle-Amsterdam et de Elsie Alberts Provost. En 1699, David Provoost fut nommé maire de New York.

## Carrière politique
Pendant son administration, deux nouveaux marchés furent construits, un sur Coenties Slip et l'autre au pied de Broad Street. Un hôpital-hospice fut établi. On commença le nettoyage public des rues et les habitants furent sommés de paver le sol devant leurs maisons sous peine d'une amende de vingt shillings. 
Le ferry pour Long Island fut donné en concession pour sept ans en l'échange d'un loyer de cent-soixante-cinq livres sterling par an. Selon les termes du contrat, le locataire devait garder deux grands bateaux pour le maïs et le bétail, et deux bateaux plus petits pour les passagers. La ville s'engagea à construire un bâtiment pour l'opération du ferry sur Nassau ou Long Island, que le locataire devait maintenir en état. 
En 1699, il fut strictement interdit de tirer des armes à feu dans l'enceinte de la ville de New York. Un magasin à poudre public fut érigé, et on interdit aux habitants de conserver plus de 50 livres de poudre à leur domicile.   
Une taxe fut créée sur la farine et le pain entrant dans la ville. Cette taxe, pourtant, s'avéra si impopulaire qu'elle fut supprimée quelques semaines plus tard. 
Isaac De Reimer succéda à Provost en 1700. Après son mandat de maire, il fut un temps le alderman.